# Ulla Norden
Pour les articles homonymes, voir Norden (homonymie).
Ulla Norden, de son vrai nom Ulla Kleiner (née le 4 décembre 1940 à Mannheim, morte le 5 mars 2018 à Bad Neuenahr-Ahrweiler) est une chanteuse et animatrice de radio et de télévision allemande.

## Biographie
Après la scolarité, elle suit une formation de chant, de comédie et de danse à Constance. Elle publie ses premiers singles au début des années 1960 chez Ariola : Eins, zwei, drei, das ist ja Zauberei, Kleine blaue Veilchen  (1961), Süß wie Schokolade (1962).
Au milieu des années 1960, elle remporte un concours, puis obtient un autre contrat d'enregistrement. L'enregistrement résultant Addio Romeo n'aboutit pas. En 1966, elle apparaît dans Rudi Carrell Show. C'est seulement à la fin des années 1960 qu'elle est une célébrité avec Das ist zu schön, um wahr zu sein. En 1967, elle épouse Peter Puder, le rédacteur musical de Deutschlandfunk. À la fin des années 1970 et au début des années 1980, la chanson Hol mir die Sonne (1979) et les deux reprises Wir sind verrückt, wir beide (1978, Luv') et Urlaub, mach mal Urlaub (1981, Ottawan) sont pour une nouvelle carrière en club.
En 1982, elle devient animatrice de Radio Luxemburg. Lorsque Radio Luxemburg lance sa télévision RTL, Ulla Norden occupe le poste d'animatrice et présente les artistes dans Deutsche Szene. Du 8 juin 1988 au 29 décembre 2006, elle anime sur WDR 4 ARD Nachtexpress et Morgenmelodie.
En 1998, elle signe un nouveau contrat de chanteuse avec Rubin Records. Sous la direction du nouveau producteur Marc Alpina, elle commence son retour. Quelques jours après la sortie du premier single, son mari, Peter Puder, décède d'un cancer grave. En conséquence, Ulla Norden cesse de chanter un temps. Au milieu de l'année 2000 paraît l'album Dein Platz ist immer in der ersten Reihe.
En 2003, elle épouse l'éditeur de musique Günter Ilgner qui décède un an plus tard des suites d'une opération intestinale. Selon ses souhaits, la chanson Alle Wege im Leben, qu'il a produite avec un grand orchestre, sort à la fin de l'année.
En 2009, son album In alter Frische comprend 14 chansons, dont deux réenregistrements de Urlaub, mach mal Urlaub et Wir sind verrückt, wir beide. Peu de temps après, des enregistrements en duo de certains morceaux de cet album ont été produits avec Michel van Dam. Fin 2010, l’album de duo commun d’Ulla Norden et Michel van Dam sort. En 2011, Ulla Norden prend sa retraite après près de 50 ans de carrière.

## Discographie
Albums
- 1992 : Ich bin verliebt in den eigenen Mann, toi toi toi Records 91 24-2
- 1994 : Bis zum nächsten Mal, Bellaphon 290.01.053
- 1997 : Immer lieber, immer öfter, GIB Music GIB006062
- 2000 : Ich tausche mein Herz gegen dein Herz, Rubin Records 169.241
- 2005 : Zwischen gestern und morgen (double CD avec 20 chansons remastérisés et 20 nouveaux titres), Rubin Records 169.421
- 2009 : In alter Frische (CD avec 12 nouvelles chansons plus des nouvelles versions de Wir sind verrückt, wir beide et Urlaub)

Singles
- 1961 : Eins, zwei, drei, das ist ja Zauberei / Kleiner Jacky Joe. Ariola 35 394
- 1961 : Kleine blaue Veilchen / Eventuell. Ariola 45 069
- 1962 : Süß wie Schokolade / Kribbel-Krabbel. Ariola 45 190
- 1964 : Addio Romeo / Vier weiße Segel. Metronome M 368
- 1964 : Warum ruft er nicht an / Meine Liebe ändert sich nicht. Metronome M 368
- 1964 : Ich wein’ dir keine Träne nach / Die große Liebe kam über Nacht. Metronome M 418
- 1964 : Keine Zeit für die Liebe / Heiß oder kalt. Metronome M 453
- 1965 : Wohin fährt dein Schiff / Wenn du willst, kannst du so lieb sein. Metronome M 809
- 1966 : Du hast ein Herz / Geh doch nicht fort. CBS 2321
- 1966 : Nicht für Kuchen oder Torte / Bajazz. Cornet 3008
- 1967 : Mexican Charleston / Say never nie. Cornet 3029
- 1968 : Mexico / Irgendwo muß da ein Haken sein. Cornet 3062
- 1969 : Das ist zu schön, um wahr zu sein / Heiße Küsse im Dezember. Cornet 3085
- 1969 : Pico-Pico-Bello … (Laß dir raten) / Alles wunderbar. CBS 4151
- 1969 : Das Lied vom braven Mann / Es kommt jeder einmal dran. CBS 4360
- 1972 : Schmiede das Eisen / Himmel und Erde. BASF 05 11478-8
- 1973 : Ich komm’ wieder nach Hause / Eine Reise in die Vergangenheit. BASF 05 11114-0
- 1973 : Regenbogenland / Und dein Schiff fährt hinaus. BASF 05 11855-04
- 1974 : So eine Nacht / Wenn die Sterne sich dreh’n. BASF 06 12038—9
- 1974 : Hoch droben auf dem Berg / Zwischen acht und acht. BASF 06 12191-1
- 1975 : Wo holt der Bartel seinen Most / Es wird schwer sein. BASF 06-124 805
- 1976 : Bella Musica / Die Schuld hat der Mondschein. BASF 06-127 433
- 1977 : Frag mich doch was Leichteres / Komm, sei mein. Crystal 006 CRY 32 383
- 1978 : Wir sind verrückt, wir beide / Noch ein Tag und eine Nacht. polydor 2042 042
- 1978 : Robinson / Typisch Mann. Crystal 006 CRY 32 889
- 1979 : Hol mir die Sonne / Die Party ist vorüber. polydor 2042 084
- 1980 : Hast du Lust / Tino. polydor 2042 223
- 1980 : Verliebt in den eigenen Mann / Die Show muß weitergeh’n. polydor 2042 161
- 1981 : Urlaub, mach mal Urlaub / Aber in der Nacht. polydor 2042 287
- 1982 : El Mundial / Es gibt noch Sonne. polydor 2042 397
- 1982 : Tanz heute wieder mal mit mir / Leben, um dich zu lieben. Orc 17.041
- 1982 : Wer liebt, der lebt länger / Tingelingeling. polydor 2042 369
- 1983 : Zillertal / Wer liebt, der lebt länger. polydor
- 1986 : Immer noch verliebt ineinander / Insel im Meer. Papagayo 1C 00615 6084-7
- 1990 : Lust auf mehr / Kuscheltiere brauchen Zärtlichkeit. Mondial 65.0611-7
- 1992 : Du nimmst mich so wie ich bin / Du nimmst mich so wie ich bin (instrumental). toi toi toi 9107
- 1992 : Als zu mir die erste Liebe kam
- 1992 : Du hast zu allem das passende Lächeln
- 1994 : Ein bißchen Macho darf schon sein
- 1995 : Schnall dich an …
- 1997 : Das kann’s doch nicht gewesen sein
- 1999 : Dieser Mann gibt mir zu denken. Rubin Records 160-076
- 2000 : Dein Platz ist immer in der ersten Reihe. Rubin Records 160-087
- 2000 : Nicht mit mir (schöner Mann). Rubin Records 160-094
- 2001 : Ich tausche mein Herz gegen dein Herz. Rubin Records 161-107
- 2001 : Träumst du insgeheim auch von uns beiden. Rubin Records 010901
- 2002 : Träum dich zu mir. Rubin Records 020405
- 2003 : Einer wie du. Rubin Records 161-138
- 2004 : Ein Tag mit dir. Rubin Records Rubin Records 0403015
- 2005 : Alle Wege im Leben. Rubin Records 161-151
- 2005 : Dieses Lied von dir. Rubin Records 0504021
- 2006 : Schlaf bitte nicht gleich wieder ein. Rubin Records 0510024
- 2007 : Heimat, deine Sterne. Gemeinsam mit Dirk Schiefen und Rainer Nitschke. Rubin Records 161-166
- 2007 : Es ist so schön, dass es dich gibt. Rubin Records 0704029
- 2008 : Tausend Träume leben. Rubin Records 161-171
- 2008 : Irgendwo auf der Welt. Gemeinsam mit Dirk Schiefen und Rainer Nitschke. Rubin Records 161-183
- 2009 : Traummann bleibt Traummann. Rubin Records 161-191

## Source de la traduction
- (de) Cet article est partiellement ou en totalité issu de l’article de Wikipédia en allemand intitulé « Ulla Norden » (voir la liste des auteurs).